# Fiji Water
Fiji Water — бренд бутилированной воды, которая производится и импортируется из Фиджи. Она доступна в бутылках по 330 мл, 500 мл, 1 л и 1,5 л. По данным маркетинговых материалов, вода поступает из артезианской скважины водоносного горизонта в Вити-Леву. Штаб-квартира «Fiji Water» находится в Лос-Анджелесе, Калифорния.

## История
Фирма Fiji Water была основана в 1996 году канадцем Дэвидом Гилмором, компания первоначально называлась Nature’s Best. В 1995 году название компании было изменено на Natural Waters of Viti Ltd. Это одноразовый партнёр Clairtone. В настоящее время владельцами являются Стюарт и Линда Рей-Резник (также связанные с Teleflora, POM Wonderful, Suterra и Paramount Agribusiness).
В конце 2010 года Fiji Water в стремлении распространить свой бренд в более широком разнообразии продуктов приобрела JUSTIN Vineyards & Winery из Пасо Роблес, Калифорния. Фирма наиболее известна благодаря производству вина Бордо и Сира в калифорнийском стиле, её продукция распространена по всему миру.
На 76-й церемонии вручения награды «Золотой глобус» Келлет Катберт, работавшая послом бренда на Фиджи, привлекла финансирование для бренда на сумму около 12 миллионов долларов. Однако данный рекламный ход был раскритикован в свете нехватки питьевой воды на острове.
В 2024 году Федеральная торговая комиссия отозвала почти 2 миллиона бутылок Fiji Water из-за повышенного содержания марганца и трёх родов бактерий в продукции, проданной в период с февраля по март. Продукция была классифицирована Food and Drug Administration как «маловероятно вызывающая неблагоприятные последствия для здоровья», тем не менее была отозвана.

## Скандал с Кливлендом
В 2006 году Fiji Water запустила такую рекламу: «Этикетка гласит Фиджи, потому что её не разливают в Кливленде». Это было воспринято как оскорбление городского водного департамента. Кливлендский водный департамент провёл тесты, сравнивающие воду Fiji Water с водой из кливлендского водопровода и некоторыми другими национальными брендами. Сообщалось, что Fiji Water содержит 6,31 мкг мышьяка на литр, а кливлендская водопроводная вода не содержит его вообще. В 2015 году испытание Fiji Water, разлитой в бутылки в ноябре 2014 года, показало, что уровень мышьяка составил 1,2 микрограмма на литр, что ниже предела, установленного Food and Drug Administration, в 10 микрограммов на литр.

## На Фиджи
В 2007—2008 годах споры с правительством Фиджи относительно экспортных пошлин привели к судебным делам, конфискации поставок и добровольному отраслевому закрытию разлива Fiji Water. Правительство, в конце концов, отказалось от предложенного 20-центового налога на литр. В декабре 2008 года Fiji Water уволила 40 % своих сотрудников из-за сокращения объёма продаж.
В 2010 году, когда правительство снова попыталось поднять налог, Fiji Water в знак протеста на короткое время уволила всех своих сотрудников и закрылась. Компания в конечном итоге согласилась на повышение налогов, но напряжение между ее интересами и правительством Фиджи осталось. В 2011 году компания повторила подобную акцию несогласия. В ноябре 2010 года Фиджи депортировало директора по внешним связям Fiji Water, Дэвида Рота, за «вмешательство во внутренние дела Фиджи», приведшее к отставке временного министра обороны и иммиграции, Рату Эпели Ганилау. Вскоре после этого произошло увеличение налога с одной трети цента Фиджи до 15 центов за литр, причём компания производила более 15 миллионов литров в месяц, а данный налог на тот момент применяется только в отношении Fiji Water. 29 ноября 2010 года это вынудило компанию закрыть свои офисы на Фиджи. Это повышение налогов привело к тому, что Fiji Water принесла государству доход в 150 млн долларов Фиджи, ежегодный доход увеличился с $ 500000 до $ 22,6 млн. Следующим шагом для бренда был переезд в Новую Зеландию. Однако после угроз со стороны правительства отдать скважину другой компании Fiji Water объявила о своём намерении возобновить торговые операции и принять новый налоговый сбор.
В декабре 2010 года на заводе Fiji Water на Фиджи работало 400 сотрудников. Fiji Water также создала основу для обеспечения фильтрами для воды местных сельских общин, многие из которых не имеют доступа к чистой воде.